# Липница (област Враца)
 За другото българско село вижте Липница (Софийска област).  
Вижте пояснителната страница за други значения на Липница.
Лѝпница е село в Северозападна България. Намира се в община Мизия, област Враца.

## География
Село Липница е разположено в Дунавската равнина. Разстоянието до общинския център град Мизия е 12 км, а до областния център град Враца е 52 км. Граничи със селата Крушовица (4 км), Галиче (7 км), Алтимир (8 км) и Ботево (7 км).
През селото минава река Бързина, която се влива в река Скът.
Почвата в землището на Липница е изключително плодородна и населението се занимава основно със земеделие и животновъдство. Основните отглеждани култури са царевица, слънчоглед, пшеница, овес и други.

## История
Обратното преместване е през 1920 година. Причините за преместването са няколко. Основната е, че на мястото, където се е намирало старото село изчезнала водата. Също така старото село се разполагало върху неравна територия, а и нямало място за разширяване на селището. Поради това селото пуска оплакване до Царя и той разпорежда да се намери ново място за и да бъде преместено. На новоизнбраното място се опъват колчета и се оразмеряват новите парцели. Независимо колко е бил богат или беден, селянинът получава дворно място от два декара. В селото няма нито една крива улица. Всички улици са разположени изток-запад или север-юг.
При избухването на Балканската война през 1912 година един човек от Липница е доброволец в Македоно-одринското опълчение.
През лятото на 1950 година в селото се провеждат и женски демонстрации срещу колективизацията.

## Население
Преброяване на населението през 2011 г.
Численост и дял на етническите групи според преброяването на населението през 2011 г.:
|                     | Численост | Дял (в %) |
| Общо                | 737       | 100,00    |
| Българи             | 577       | 78,29     |
| Турци               | 0         | 0,00      |
| Цигани              | 142       | 19,26     |
| Други               | 0         | 0,00      |
| Не се самоопределят | 4         | 0,54      |
| Неотговорили        | 9         | 1,22      |

## Известни личности
Здравко Недков - български литературен критик.(1942-2014г.)

## Кметове
Списък на кметовете на с. Липница, малко след Освобождението на България:
- Ангел Димитров, 1896-1902, 1904-1909
- Христо Петров, 1902-1904
- Горан Динчов, 1909-1911 (Председател на тричленната комисия и длъжностно лице по гражданско състояние на общината, заедно с Вълчо Христов и Савчо Каменов)
- Вълчо Христов, 1911-1913, 1918-1919
- Цано Диков, 1913-1914
- Иванчо Радулов, 1914-1917
- През 1918 г. - Иванчо Радулов, Вълчо Христов и Димитър Беличков
- През 1920 г. - Цеко Маринов и Георги Тудоров
- Георги Тудоров, 1920-1921
- Иван Донов /Чуков/, 1921-1922
- Марин Христов, 1922-1923
- Горан П. Серчов, 1923-1924
- Недко Цолов, 1924-1925
- Христо Петров, 1925-1926
- Вълчо Дилчов, 1926-1928
- Дико Вълчев, 1928-1930
- Иванчо Коцов, 1930-1931
- Върбан Тодоров, 1931-1932
- През 1932-1933, Георги Д. Заев и Никола Христов Николчов
- Рачо Татарлиев (от гр. Тетевен), 1933-1934
- Тодор Наков (от гр. Враца), 1934-1939
- От 1939 г., Георги Пенчев Ралчев (от с. Добролево) кмет на с. Липница, до 09.09.1944, оставил заедно със С. Наков и Татарлиев, нелоши спомени в селото.
- През 1944 г., Георги Михайлов и Цеко Дечев
- Цеко Дечев, 1944-1945
- Петър Тудоров, 1945-1946
- Христо Йорданов, 1946-1947 – последен кмет
- През 1948 г. Никола Василев - първият председател на ИК на Общинския съвет на 22.03.1948 г.
- Христо Цолов, 1948-1949
- Спас Камалдански, 1949-1955
- Мико Йотов, 1955-1958
- Никола Георгиев(от с.Ботево), 1958-1965
- Марин Наплатарски, 1965-1970 - отново е въведена кметстката институция
- Христо Марков, 1970-1975
- Марин Наплатарски, 1975-1977
- Христо Христов, 1977-1991
- През 1991 г. Тодор Христов - председател на временната управа
- Георги Белински, 1991-1994
- Иван Милев, 1994-1999
- Румен Шопов 1999-2003
- Румен Шопов 2003-2007
- Румен Шопов 2007-2011
- Румен Шопов 2011-2015
- Румен Шопов 2015-2019
- Румен Шопов 2019-2023
- Румен Шопов 2023-

Забележка: След Деветнадесетомайския преврат през 1934 г., когато Конституцията е суспендирана, а партиите разтурени до 09.09.1944г., кметовете се назначават от областните управители, с изискването да са юристи.

## Културни и природни забележителности
- Съборът на село Липница е през предпоследните събота и неделя на месец юни.
- В покрайнините на селото се намира до неотдавна Гърбавият мост – останки от стар римски мост, възстановен през Възраждането от български майстори. Той е с над триста-годишна история и е част от мемориалния комплекс „Ботев път“, обявен през 1993 година за групов исторически паметник на културата от национално значение. Мостът е занемарен и отново се разрушава.
- На около 200 метра на юг от селото е изграден и мемориален комплекс на загиналите партизани и ятаци през 1944 година, който включва паметник и скривалище, пред които има парк.
- Като цяло културният живот на населението е изключително беден, но все пак има читалище, библиотека, „Клуб на пенсионера“ и самодеен състав, изълняващ народни песни.

В 1936 година е завършена църквата „Св. св. Кирил и Методий“. Зографията в нея е дело на дебърския майстор Велко Илиев, а иконостасът на храма е на дебърските майстори от рода Филипови.

## Интересни факти
- В Липница е убит първият четник от Ботевата чета. Има паметник в началото на селото.
- В селото има много липи. На всяка улица са засадени или липи, или черници. До средата на 80-те години се гледат много копринени буби, които се хранят с листата на черниците.
- Друго интересно за селото е, че в него е имало водогрейка за парни локомотиви. Преди да бъде закрита, теснолинейката Червен бряг – Оряхово минава от там и за местните е било голяма атракция да наблюдават как се зарежда парният локомотив с вода. Парни локомотиви се движат до 1978 година.
- В село Липница има целодневна детска градина, Здравна служба и Дом за възрастни хора.
- Училището и църквата в селото са затворени.
- Всички млади хора се изселват, търсейки препитание в по-големите градове. Като по-голямата част от българските села – и Липница има отрицателен прираст и бързо си отива.